# 호자 니야즈
호자 니야즈 하지(위구르어: خوجا نىياز ھاجى, 중국어: 和加尼牙孜 1889년~1941년 8월 21일)는 독립운동 지도자이다. 1933년부터 1934년 4월까지 동튀르키스탄 제1공화국의 대통령을 역임하였다.

## 같이 보기
- 사비트 다물라 압둘바키